# Palaeorhiza simulans
Palaeorhiza simulans là một loài Hymenoptera trong họ Colletidae. Loài này được Hirashima mô tả khoa học năm 1980.